# 原田慶太楼
原田 慶太楼（はらだ けいたろう、Keitaro Harada 1985年2月26日 - ）は、日本の指揮者、写真家。

## 人物
アメリカジョージア州サヴァンナ・フィルハーモニックの音楽＆芸術監督、シンシナティ交響楽団アソシエイトコンダクター、アリゾナ・オペラ団アソシエイト・コンダクター、リッチモンド交響楽団アソシエイト・コンダクター、フェニックス・ユース・シンフォニー音楽監督、ツーソン交響楽団「TSOロック・ザ・FOX」首席客演指揮者、シエラ・ビスタ交響楽団首席客演指揮者。2021年より東京交響楽団正指揮者。
2017年、服飾デザイナー西田武生の孫、プロテニスプレイヤー、服飾デザイナーの倉島侑里と結婚。この交際と結婚式はニューヨーク・タイムズに掲載された。長野県軽井沢町に別荘があり、日本滞在中は別荘で過ごすことも多いという。

## 経歴
- 1985年　東京都品川区生まれ[8]
- 1989年　セント・メリーズ・インターナショナル・スクールに入学
- 2002年　インターロッケン芸術高校音楽部に入学

インターロッケン芸術高校にサクソフォーンで入学し、幼い頃のミュージカルの衝撃もあって、ブロードウェイのピットミュージシャンを目指す。吹奏楽を教えていたフレデリック・フェネルを見て指揮に興味を持ち、レッスンを受け始める。
- 2004年　イリノイ大学に入学
- 2006年　マーサー大学に入学
- 2006年　メーコン交響楽団のアシスタント・コンダクターに就任
- 2008年　アリゾナ大学音楽学部舞台芸術学科専属オーケストラの音楽監督に就任
- 2008年　ツーソン交響楽団アシスタント・コンダクターに就任
- 2008年　アリゾナ・オペラ団アシスタント・コンダクターに就任
- 2008年　アリゾナフィルハーモニー管弦楽団アシスタント・コンダクターに就任
- 2008年　アリゾナ・オペラ団アシスタント・コンダクターに就任
- 2009年　キャッスルトン・フェスティバル参加（ロリン・マゼール招待）
- 2009年　エドゥアルド・マータ国際指揮者コンクール（セミファイナリスト）
- 2010年　タングルウッド音楽祭参加、小澤征爾フェロー賞受賞（ジェームズ・レヴァイン招待）
- 2010年　リヒャルト・シュトラウス「ナクソス島のアリアドネ」の千秋楽公演（クリストフ・フォン・ドホナーニのアシスタント）
- 2010年　ノースカロライナ・オペラ団デビュー（ベンジャミン・ブリテン「ねじの回転」）
- 2010年　フェニックス・ユース・シンフォニー音楽監督に就任
- 2011年　シカゴ交響楽団第１回リッカルド・ムーティ／ショルティ国際指揮コンクール（ベスト10入り）
- 2011年　パシフィック・ミュージック・フェスティバル参加（ファビオ・ルイージ招待）
- 2012年　グジェゴシュ・フィテルベルク国際指揮コンクールセミファイナリスト[11]
- 2013年　ブルーノ・ワルター・コンダクター・プレビュー賞[12]
- 2014年　米国ショルティ財団キャリア支援賞[13]
- 2014年　リッチモンド交響楽団アソシエイト・コンダクターに就任
- 2015年　米国ショルティ財団キャリア支援賞[13]
- 2015年　シンシナティ交響楽団アソシエイトコンダクター、アソシエイト・コンダクターに就任[2]
- 2020年　サヴァンナ・フィルハーモニックの音楽＆芸術監督に就任[14][15]
- 2021年　東京交響楽団　正指揮者[16]
- 2022年　渡邉曉雄音楽基金音楽賞受賞[17]
- 2022年　齋藤秀雄メモリアル基金賞受賞[18]
- 2023年　サー・ゲオルク・ショルティ コンダクター賞[19]

## 出演
- 月刊『美楽』（2014年より）[20]

### テレビ
- EIGHT-JAM（2024年5月12日、テレビ朝日系列） - 三ツ橋敬子、川瀬賢太郎とともに出演[21]
- 情熱大陸（2024年11月10日、毎日放送・TBS系列）